# La querida del Centauro
La querida del Centauro (La maîtresse du Centaure, en français) est une telenovela américaine en langue espagnole diffusée sur la chaine Telemundo entre le 12 janvier 2016 et le 23 mars 2016 pour la première saison et entre le 2 mai 2017 et le 24 juillet 2017 pour la deuxième saison. 
Ce feuilleton est ce qu'on appelle un telenarconovela (ou narconovela), feuilleton télé centré sur la production et le trafic de drogue. Ce nouveau genre est très apprécié au Mexique et dans la population latine des États-Unis. Telemundo est une chaine, née à Porto-Rico, qui touche une grande partie de cette population. Elle a été rachetée en 2002 par NBC Universal, qui, elle, produit les novelas.

## Synopsis
La querida del Centauro raconte la vie de Yolanda, une prisonnière sensuelle, intelligente et volontaire, qui devient la maîtresse de l’un des plus importants trafiquants de drogue du Mexique, Benedictino García, alias «El Centauro» (Le centaure). Cette relation, qui à l’intérieur de la prison donnera beaucoup de puissance à Yolanda, va finir par devenir son pire cauchemar quand elle parvient à être libéré grâce à Gerardo, un détective rusé dont les dernières années ont été consacrées à la lutte contre le trafic de drogue. Avec El Centauro dans la clandestinité, Gerardo veut utiliser Yolanda comme appât dans une opération qui les mènera à la cachette d'El Centauro. Mais Gerardo a un point faible, il n'est pas insensible aux appâts de Yolanda. Sexe, manipulation, trahison, violence, dollars et poudre blanche...

## Distribution
Rôles principaux
- Ludwika Paleta : Yolanda Acosta
- Humberto Zurita : Don Benedictino Suárez
- Michel Brown : Inspector Gerardo Duarte † (saison 1-2)
- Carmen Madrid : Mariela Acosta Tue Par Commandante Gerardo  (saison 1                                     * Sandra Echeverría : Ana Torres
- PeñaIrene Azuela : Tania Muñoz
- Andrea Martí : Bibiana Tabord
- Ricardo Polanco : Rafael Bianchini
- Carmen Delgado : Dominga
- Pablo Abitia : Vicente Garrido
- Ignacio Guadalupe : Commissaire Manuel Salgado
- Iván Arana : Sergio Gómez “El Perro” Tue Par Commandante Gerardo
- Alexandra de la Mora : Julia Peña Tue Par Don Benedictino
- Héctor Holten : Otoniel Morillo
- Arantza Ruiz : Cristina Acosta
- Jaime del Aguila : Lucho
- Vdir Derbej : Cesar

## Saisons
| Saisons | Saisons | Episodes | Episodes | Diffusion d'origine | Diffusion d'origine |
| Saisons | Saisons | Episodes | Episodes | Première diffusion  |                     |
| ------- | ------- | -------- | -------- | ------------------- | ------------------- |
|         | 1       | 141      | 141      | 12 janvier 2016     | 24 juillet 2017     |